# STYLE (安室奈美恵のアルバム)
『STYLE』（スタイル）は、安室奈美恵の6枚目のオリジナル・アルバムである。2003年12月10日発売。

## 解説
前作『break the rules』から約3年ぶりとなったオリジナル・アルバム。小室哲哉によるプロデュースから離れた後の初のオリジナルアルバムであり、本人名義のアルバムとしては唯一のCCCDでのリリースとなった。「Wishing On The Same Star」、「shine more」、「Put 'Em Up」、「SO CRAZY」（両A面のもう1曲「Come」も収録）の4作のシングル曲（両面シングル含む合計5曲）を収録。なお、カップリング曲は一切収録なし。
初回盤のみボーナス・トラック「SO CRAZY (MAD BEAR MIX)」、「Wishing On The Same Star (Movie Version)」収録。

## コンセプト、制作風景
本アルバムは、自身のアイデアの１つとしてプロデュースしたプロジェクトSUITE CHICを経て、完全R&B路線へと踏み切った、第1弾作品ともなっている。
アルバム収録曲には多彩なゲストが揃い、ダラス・オースティン、フルフォース、ダイアン・ウォーレン、MONK & JUSMIN、T.KURA・MICHICO夫妻に加え、GLAYのTAKURO、ZEEBRA、VERBAL等一曲一曲違うアーティストが参加。

## リリースマーケティング、プロモーション
同年11月から4月まで、自身の代表曲とSUITE CHICの曲を取り混ぜたベスト・アルバム的な内容のホールツアー“namie amuro SO CRAZY tour featuring BEST singles 2003-2004”を開催。
本アルバム収録曲は披露されていないが、1曲目収録の「Namie's Style」のイントロのみ、このライブのオープニングSEでは使われている。
発売当初はCCCD仕様だったが、現在出荷されてあるものはCD-DA仕様に切り替わっている。(品番・価格に変更はない)

## 収録曲

### CD・PLAYBUTTON
1. Namie's Style
作詞・作曲：T.KURA & MICHICO
編曲：T.Kura
同年11月から翌年4月まで開催された全国ツアーのオープニングでは本作のイントロが使用された。
本作のリード曲
2. Indy Lady feat. ZEEBRA
日本語詞：ZEEBRA/鳥海雄介
ラップ詞：ZEEBRA
作曲・編曲：Teddy Riley
3. Put 'Em Up
日本語訳詞：MICHICO
作詞：Dallas Austin & Jasper Cameron
作曲・編曲：Dallas Austin
24thシングルのアルバムバージョン、オリジナル音源のままだが終盤が若干異なり、ラストサビ部分がフェードアウトからカットアウトへ変更されている。2008年リリースのベスト・アルバム『BEST FICTION』には本バージョンが収録されている。
4. SO CRAZY
日本語詞：MICHICO
ラップ詞：TIGER
作詞・作曲：Full Force & Jennifer "JJ" Johnson
編曲：Cobra Endo
25thシングル1曲目
マンダム「ルシードL プリズムマジックヘアカラー」CMソング
5. Don't Lie To Me
日本語訳詞：鳥海雄介
作詞・作曲・編曲：Jeff Lorber & Jeff Pescetto
6. LOVEBITE
作詞・作曲：TAKURO
編曲：AKIRA
作詞はGLAYのメンバー及びギターリストでもあるTAKUROが手掛けている。
7. Four Seasons
作詞：JUSME
作曲・編曲：MONK
映画『犬夜叉 天下覇道の剣』主題歌
ミュージックビデオが製作され、後の2014年にリリースされたベスト・アルバム『Ballada』にも収録された（項目を参照）。
8. Fish feat. VERBAL & Arkitec(MIC BANDITZ)
作詞：JUSME
ラップ詞：VERBAL & Arkitec
作曲・編曲：MONK
9. gimme more
日本語詞：安室奈美恵
作詞・作曲：Ivan Johnson, Sylvia Bennett Smith
編曲：Cobra Endo
10. As Good As
日本語詞：kenko-p
作詞・作曲：Niclas Molinder, Joakim Persson, Pelle Anckarberg
編曲：Cobra Endo
11. shine more
日本語詞：H.U.B.
作詞・作曲：Scott Nickoley, Sandra Pires, Paul Taylor
編曲：Cobra Endo
23rdシングル
マンダム「ルシードL プリズムマジックヘアカラー」CMソング
12. Come
日本語詞：森由里子
作詞・作曲：Kask, Mansson, Cunnah
編曲：Cobra Endo
25thシングル2曲目
よみうりテレビ・日本テレビ系列アニメ『犬夜叉』エンディングテーマ
13. Wishing On The Same Star
日本語訳詞：kenko-p
作詞・作曲：Dian Eve Warren
編曲：家原正樹
ストリングスアレンジ：Tatsuya Murayama
22ndシングル
東宝配給映画『命』主題歌

exclusive bonus track（初回盤のみ）
1.  SO CRAZY (MAD BEAR MIX)
REMIX：MAD BEAR SOUND SYSTEM
2. Wishing On The Same Star (Movie Version)
映画『命』のサウンド・トラックにも収録されている。

## 参加ミュージシャン
- 安室奈美恵：Vocal (全曲)、Backing Vocals (#1)

Additional Musician
- T.KURA：All Instruments (#1)
- Cobra Endo：Programmed (#4,9〜12)
- ロン・ハリス：Programmed (#4,9,10)
- MONK：Programmed (#7,8)
- Akira：Programmed (#6)
- デヴィッド・リンドン・ハフ：Programmed (#11)
- ジャンヌ・カスク：Programmed (#12)
- ピーター・クーニャ：Programmed (#12)
- ピーター・マンソン：Programmed (#12)
- 熊野功雄：Programmed (#14)
- 高木健一：Programmed (#14)
- テディー・ライリー：Programmed & All Instruments (#2)
- ジェフ・ローバー：Keyboards & Guitar (#5)
- 中西康晴：Piano (#15)
- ジェフ・ペシェット：Guitar (#5)
- デイブ・クリーブランド：Electric Guitar (#10)
- 村山/桐山ストリングス：Strings (#15)
- Zeebra：Guest Vocal (#2)
- VERBAL：Guest Vocal (#8)
- Arkitec：Guest Vocal (#8)
- Clench：Additional Rap (#8)
- Mr.Blistah：Additional Rap (#8)
- COYASS：Additional Rap (#8)
- LL BROTHERS：Backing Vocals (#1)
- MICHICO：Backing Vocals (#1)
- ケレイブ・ジェイムス：Backing Vocals (#13)
- 河合夕子：Backing Vocals (#13)

## 関連作品
- namie amuro SO CRAZY tour featuring BEST singles 2003-2004（2004年9月23日） - LIVE映像
- FILMOGRAPHY 2001-2005（2005年12月7日） - PV集
- BEST FICTION（2008年7月30日） - ベスト・アルバム
- namie amuro BEST FICTION TOUR 2008-2009（2009年9月9日） - LIVE映像
- Ballada（2014年6月4日） - バラード・ベスト・アルバム
- namie amuro LIVE STYLE 2014（2015年2月11日） - LIVE映像